# اعتراضات ۱۹۳۹ سوریه
اعتراضات ۱۹۳۹ سوریه، اعتراضات مردمی است که در پی اعلان قانون «آزادی شخصی» و جدایی استان اسکندرون از سوریه، سال ۱۹۳۹م روی داد. از ویژگی‌های این تظاهرات، راهپیمایی‌های گسترده و آشوب‌های خیابانی شدید است که ارتش مراکشی-فرانسوی در دمشق را وادار به واکنش کرد همچنین رئیس‌جمهور وقت و کابینه‌اش نیز مجبور به استعفا شدند.

## رویدادها

### تظاهرات ضد قانون آزادی شخصی
کمیسر فرانسوی کونت دامین دو مارتل در ۱۳ مارس ۱۹۳۶ قانون «آزادی شخصی» که آزادی شخصی بین تمامی شهروندان سوری بود را پیشنهاد کرد، مضمون این قانون این بود که باید آزادی دینی وجود داشته باشد و هرکسی بتواند دین خودش را تغییر دهد و همچنین ارث رسی در زمان اختلاط ادیان مجاز باشد. دولت عطا الایوبی، این قانون را در روزنامهٔ رسمی سوری منتشر کرد، بدون آنکه در دادگاه‌ّها اجرایی شده باشد. در اواخر ۱۹۳۸ خلال نخست‌وزیری جمیل مردم بیک، فرانسه از دولت مردم بیک درخواست قانونی شدن پیشنهاد «آزادی شخصی» داد و این پیشنهاد توسط دولت این کشور اجرایی شد.
در ۱۰ فوریه ۱۹۳۹ «نشتگاه روحانیون سنی دمشق»، اعتراض نوشتاری پخش کردند که قانون «آزادی شخصی» پیشنهادی فرانسه را محکوم می‌کرد، در پی محکوم کردن روحانیون سنی، اعتراضات گسترده‌ای در دمشق و برخی از شهرهای سوریه روی داد که اعتراضات گستردهٔ مردم سوریه پس از سه روز یعنی ۱۳ فوریه، دولت وقت را مجبور کرد که در قانون جدید سوریه ویرایش‌های صورت دهد.

### تظاهرات برای جدا نشدن استان اسکندرون
در ۱۴ فوریه ۱۹۳۹، عبدالرحمن شهبندر و کامل القصاب از مردم، برای اعتراض به دولت جمیل مردم بک درخواست تجمع کردند، این دو تن بر این باور بودند که دولت مردم بک در محافظت از حقوق مردم سوریه در حفظ بقای استان اسکندرون برای سوریه کم‌کاری کرده‌است لذا مردم را برای انحلال دولت تشویق می‌کردند. تظاهرات‌هایی که در پی درخواست دو شخص مذکور روی داد یکی از بزرگ‌ترین تظاهرات‌های ضد تشکل ملی و دولت مردم بک بوده‌است که چهار روز ادامه داشت. این اعتراض‌ها منجر به استعفای دولت و رئیس‌جمهور سوریه در ۱۸ فوریه ۱۹۳۹ شد و رئیس‌جمهوری به معاون رئیس‌جمهور، لطفی الحفار رسید که کابینهٔ جدید را ۲۳ فوریه تشکیل داد.
در پی تغییر دولت، آشوب‌های سوریه برای چند روز در دمشق و دیگر شهرهای سوریه آرام شد و دولت حفار برای ایجاد نشدن دوباره اغتشاشات تدابیری اجرا کرد؛ به «کمیتهٔ آزادی شخصی» یکی از بزرگ‌ترین شخصیت‌های برپا کنندهٔ تظاهرات را افزود. همچنین «کمیتهٔ آزادی شخصی» چند ویرایش را بر روی قوانینش صورت داد که مهم‌ترین آن: اجازه ندادن به مسلمان برای تغییر دینشان و اجازه ندادن ازدواج مسلمان با غیر مسلمان بود. تظاهرات‌های سنگین‌تری با بازگشت آوارگان استان اسکندورن که دولت ترکیه آن‌ها را بیرون کرده بود رخ داد. با این تظاهرات دولت جدید سوریه نتوانست بیشتر از ۲۳ روز مقاومت کند که در نهایت در ۱۴ مارس ۱۹۳۹، استعفا کرد. با وجود اینکه دولت استعفا کرده بود باز هم اغتشاشات ادامه یافت و به برخی اماکن تجاری آسیب وارد شد که ارتش مراکشی-فرانسه در ۲۰ مارس، با هدف بازگردان آرامش بعد از ناتوانی نیروهای امنیتی داخلی، وارد عمل شد.

### شدت گرفت اعتراضات، تشکیل دولت سوم
در ۳۰ مارس ۱۹۳۹ کمیسر عالی قیمومت فرانسه در سوریه اعلان کرد که قانون «آزادی شخصی» برای غیر مسلمانان فقط اجرا می‌شود و دوباره احکام مسلمانان، زیر نظر کمیته احکام عدلیه قرار خواهد گرفت. در ۵ آوریل ۱۹۳۹، سومین دولت سوریه در سال ۱۹۳۹ با نخست‌وزیری نصوحی البخاری با شعار بی‌طرفی روی کار آمد؛ ولی دولت البخاری با وجود اعتدال‌گرایی نتوانست آرامش را به پایتخت و استان‌ها بازگرداند.
استان اسکندرون جزء سوریه عثمانی بود و زمانی که سوریه توسط فرانسه اشغال شد و به چند دولت تقسیم شد نیز این استان زیر نظر دولت العلویین بود سپس خودگردان اعلان شد اما در سال ۱۹۲۶ رئیس‌جمهور وقت احمد نامی دوباره این استان را به سوریه بازگرداند. بر اثر فشارهای کشور ترکیه، برای آیندهٔ این استان همه‌پرسی انجام شد، با وجود اینکه نتایج همه‌پرسی ۷۰٪ به نفع مردم سوریه در بقای این استان با سوریه بود اما قیمومت فرانسه بر سوریه، دوباره آن را دولت خودمختار اعلام کرد و سرانجام نیز در ژوئن سال ۱۹۳۹ به ترکیه این استان را الحاق کرد.
با افزایش اضطرابات سیاسی و تظاهرات‌های مردمی و جدایی نهایی استان اسکندرون از سوریه، دولت البخاری در ۴ ژوئن ۱۹۳۹ و رئیس‌جمهور وقت این کشور، هاشم الاتاسی در تاریخ ۸ ژوئن استعفای خود را اعلام کردند. فرستادهٔ ویژه فرانسه با روی ‌دادن این ماجراها دستور به انحلال مجلس نمایندگان سوریه و پایان عمل به قانون اساسی سوریه داد. در نتیجه «شورای رهبری» جای قوه مجریه را با ریاست بهیج الخطیب گرفت.